# Lothar Milde
Lothar Milde (n. 8 noiembrie 1934, Halle (Saale), Germania Nazistă) este un atlet ce a reprezentat Republica Democrată Germană, medaliat olimpic. A participat la 3 ediții ale Jocurilor Olimpice (1960, 1964, 1968) în care a câștigat o medalie de argint în proba de aruncarea discului.

## Palmares
| An   | Competiție           | Locație                 | Loc | Note    |
| ---- | -------------------- | ----------------------- | --- | ------- |
| 1960 | Jocurile Olimpice    | Roma, Italia            | 12  | 53,33 m |
| 1962 | Campionatul European | Belgrad, Iugoslavia     | 3   | 55,47 m |
| 1964 | Jocurile Olimpice    | Tokio, Japonia          | 14  | 53,39 m |
| 1966 | Campionatul European | Budapesta, Ungaria      | 3   | 56,80 m |
| 1968 | Jocurile Olimpice    | Ciudad de México, Mexic | 2   | 63,08 m |
| 1969 | Campionatul European | Atena, Grecia           | 3   | 59,34 m |
| 1971 | Campionatul European | Helsinki, Finlanda      | 2   | 61,62 m |